# Eleição municipal de Cametá em 2000
A eleição municipal da cidade de Cametá em 2000 ocorreu no dia 1 de outubro (primeiro turno), com o objetivo de eleger um prefeito, um vice-prefeito e 15 vereadores responsáveis pela administração da cidade, que terá seu início em 1° de janeiro de 2001, e terá seu término em 31 de dezembro de 2004. O então prefeito Emmanuel Cunha, do Partido da Social Democracia Brasileira (PSDB), estava apto e disputou um novo mandato a frente do poder executivo municipal, amargando a terceira colocação, ficando atrás do ex-prefeito Waldoli Valente, do Partido da Frente Liberal (PFL), inicialmente favorito no pleito. Tanto Cunha quanto Valente acabaram sendo surpreendentemente derrotados pelo servidor público José Rodrigues Quaresma, do Partido dos Trabalhadores (PT), que obteve 38,04% dos votos válidos, correspondentes a 14.676 votos nominais, ocasionando numa vitória inédita do petismo no município.

## Contexto

### Eleição anterior
O administrador de empresas Emmanuel José Machado Cunha (PSDB) foi eleito Prefeito de Cametá com 8.211 votos (26,88%), derrotando o servidor público José Quaresma (PT), que obteve 7.664 votos (25,09%), o então vice-prefeito Olivaldo Valente (PTB), que obteve 7.276 votos (23,82%) e o então deputado estadual Herundino Moreira (PMDB), que obteve 6.515 votos (21,33%).
Contando com apoio de lideranças regionais como o então deputado federal Gerson Peres e o respaldo dos Governos Federal e Estadual, então liderados pelo PSDB, o vitorioso Emmanuel Cunha já havia disputado o cargo máximo do Executivo cametaense em 1988 pelo PDT, ficando em 4º lugar com 481 votos, e em 1992 pelo PDS, quando ficou na 2ª colocação, obtendo 9.546 votos.

### Eleições gerais de 1998
No primeiro turno das eleições para governador, Almir Gabriel (PSDB) obteve 9.964 votos (37,20%) contra 8.950 votos (33,42%) de Jader Barbalho (PMDB) e 7.797 votos (29,11%) de Ademir Andrade (PSB). Outros candidatos somaram 73 votos (0,27%) na cidade. No segundo turno, Jader obteve 14.902 votos (55,06%) contra 12.163 votos (44,94%) de Almir.
Já no primeiro turno das eleições presidenciais, Fernando Henrique Cardoso (PSDB) obteve 16.244 votos (58,02%) contra 10.682 votos (38,16%) de Luiz Inácio Lula da Silva (PT) e 749 votos (2,68%) de Ciro Gomes (PPS). Outros candidatos somaram 320 votos (1,14%).

## Candidatos à prefeitura
| Nº | Prefeito(a)  | Prefeito(a)     | Prefeito(a) | Prefeito(a)                                                          | Vice-Prefeito(a) | Vice-Prefeito(a) | Vice-Prefeito(a) | Vice-Prefeito(a) | Coligação Partido(s)                                                     |
| Nº | Candidato(a) | Candidato(a)    | Partido     | Cargos relevantes                                                    | Candidato(a)     | Candidato(a)     | Candidato(a)     | Partido          | Coligação Partido(s)                                                     |
| -- | ------------ | --------------- | ----------- | -------------------------------------------------------------------- | ---------------- | ---------------- | ---------------- | ---------------- | ------------------------------------------------------------------------ |
| 12 |              | Waldoli Valente | PDT         | - Prefeito de Cametá (1983 - 1988) - Deputado Estadual (1991 - 1995) |                  |                  | Walter Portilho  | PTB              | Coligação do Povo - Partido Social Trabalhista (PST)                     |
| 13 |              | José Quaresma   | PT          | - Professor de Ensino Fundamental                                    |                  |                  | Aldemir Cruz     | PPS              | Frente Popular Democrática Cametaense - Partido Popular Socialista (PPS) |
| 45 |              | Emmanuel Cunha  | PSDB        | - Prefeito de Cametá (1997-2000) - Administrador de Empresas         |                  |                  | Orivaldo Francês | PPB              | União pelo Trabalho - Partido Social Democrático (PSD)                   |

## Resultados

### Prefeito
| Candidato(a)             | Candidato(a)             | Vice                     | 1º Turno 1 de outubro | 1º Turno 1 de outubro |
| Candidato(a)             | Candidato(a)             | Vice                     | Votação               | Votação               |
| Candidato(a)             | Candidato(a)             | Vice                     | Total                 | Percentagem           |
| ------------------------ | ------------------------ | ------------------------ | --------------------- | --------------------- |
|                          | José Quaresma (PT)       | Aldemir Cruz (PPS)       | 14.676                | 38,04%                |
|                          | Waldoli Valente (PDT)    | Walter Portilho (PTB)    | 13.031                | 33,77%                |
|                          | Emmanuel Cunha (PSDB)    | Orivaldo Francês (PPB)   | 10.876                | 28,19%                |
| → Total de votos válidos | → Total de votos válidos | → Total de votos válidos | 38.583                | 94,22%                |
| → Votos em branco        | → Votos em branco        | → Votos em branco        | 341                   | 0,88%                 |
| → Votos nulos            | → Votos nulos            | → Votos nulos            | 1.890                 | 4,90%                 |
| Total                    | Total                    | Total                    | 40.814                | 83,72%                |
| Abstenções               | Abstenções               | Abstenções               | 7.937                 | 16,28%                |
| Total de inscritos       | Total de inscritos       | Total de inscritos       | 48.751                | 100%                  |

### Vereadores Eleitos
Foram eleitos 15 vereadores para a Câmara Municipal de Cametá.

  PT: 4
  PSDB: 3
  PPB: 3
  PDT: 2
  PTB: 2
  PMDB: 1

| Candidato(a)               | Nº    | Coligação                       | Votação |
| Candidato(a)               | Nº    | Coligação                       | Total   |
| -------------------------- | ----- | ------------------------------- | ------- |
| Manoel Alvim (PSDB)        | 45612 | PSDB                            | 1.209   |
| Nelson Parijós Neto (PPB)  | 11611 | "União pelo Trabalho" PPB e PSD | 1.130   |
| José Luís Gonçalves (PSDB) | 45622 | PSDB                            | 1.108   |
| José Fernandes Barra (PT)  | 13603 | PT                              | 991     |
| Raimundo Cândido (PDT)     | 12456 | PDT                             | 956     |
| Jocelindo Medeiros (PMDB)  | 15678 | "PMDB e PSB" PMDB e PSB         | 743     |
| Márcio Alho (PTB)          | 14141 | PTB                             | 714     |
| José Flávio Viana (PT)     | 13613 | PT                              | 672     |
| Francisco Assis (PT)       | 13789 | PT                              | 644     |
| Emanuel Lobo (PPB)         | 11655 | "União pelo Trabalho" PPB e PSD | 640     |
| Jorge Mocbel (PPB)         | 11615 | "União pelo Trabalho" PPB e PSD | 621     |
| Fernando Camarinha (PSDB)  | 45699 | PSDB                            | 598     |
| Reinaldo Itaparica (PT)    | 13612 | PT                              | 576     |
| Delmo Gonçalves (PDT)      | 12690 | PDT                             | 448     |
| Misael Andrade (PTB)       | 14111 | PTB                             | 420     |